# 青山草太
青山 草太（あおやま そうた、1979年9月17日 - ）は、日本の俳優。本名、田部 猛司（たべ たけし）。
島根県出雲市出身。Kokua所属。

## 来歴
祖父が出雲の農村歌舞伎「むらくも座」の役者・指導者で、子供のころから舞台に出演していた。高校卒業後は大阪で警備員の職に就いていたが、後に上京しモデルの専門学校に進む。
2003年にモデルから俳優に転向、キャスティング担当者の勧めで『ミュージカル テニスの王子様』のオーディションを受け、乾貞治役として出演。ただし、初めは海堂薫役としてオーディションを受けていた。
2005年には特撮テレビドラマ『ウルトラマンマックス』で主役ヒーロー・ウルトラマンマックスと共に戦う主人公・トウマ・カイトを演じた。
2006年、邦画史上初の前・後編連続公開となった映画『デスノート』および『デスノート the Last name』に出演し、キラ対策本部の刑事・松田桃太を演じた。2016年10月公開の10年後を描いた続編『デスノート Light up the NEW world』でも再び同役を演じている。なお、スピンオフ作品の『L change the WorLd』にも出演しているが青山の登場シーンはすべてカットされており、後に登場シーンを編集した『最もLにバカにされた男〜松田刑事の事件ファイル〜』が特番『デスノートスピンオフ“L”公開記念SP』内でテレビ放映された。この番組は再編集され、DVDのお楽しみディスクに収録されている。
2007年より2年間、東北電力のCMに鈴木杏樹のアシスタント役として出演した。東北地方では青山のことを「青山くん」として知られている。
『秘密のケンミンSHOW』に「島根ケンミン代表」として出演しているほか、地元の島根を舞台にした『先生の秘密』『じいちゃんのわさび』（ともにNHK松江放送局制作）、連続テレビ小説『だんだん』などに出演している。

## 人物
- 趣味はフライフィッシング、ロッククライミング[3]。
- 特技は殺陣とリフレクソロジー（足ツボ）で、リフレクソロジーは資格を所持している。
- 『ウルトラマンマックス』放送終了後、長らくウルトラシリーズへの出演はなかったものの、2015年には『ウルトラマンX』第8話にゲスト出演し、カイト（マックスが擬態した姿）と当麻博士（スラン星人クワイラが擬態した姿）を演じた。マックス自体は本作終了後も映画『大怪獣バトル ウルトラ銀河伝説 THE MOVIE』や『ウルトラマンゼロ THE MOVIE 超決戦!ベリアル銀河帝国』、『劇場版 ウルトラマンギンガS 決戦!ウルトラ10勇士!!』で登場していたものの、青山の出演は『マックス』終了以来約10年ぶりとなった。
- 剣道初段も取得している。
- 落語家の立川幸之進はいとこに当たる[8]。

## 出演
※ 主演は役名を太字で示す。

### テレビドラマ
- ホーム&アウェイ 第5話（2002年11月、フジテレビ）
- 駄目ナリ!（2004年8月 - 10月、よみうりテレビ） - 手塚延彦 役
- ホーリーランド（2005年4月 - 6月、テレビ東京） - 金田シンイチ 役
- ウルトラシリーズ
  - ウルトラマンマックス（2005年7月 - 2006年3月、TBS） - トウマ・カイト 役
  - ウルトラマンX 第8話（2015年9月8日、テレビ東京） - 当麻博士 / トウマ・カイト 役
- 春 君に届く（2006年5月、よみうりテレビ） - 主演・遠山春樹 役
- ドラマ・コンプレックス 私が私であるために（2006年10月、日本テレビ） - 殿村一輝 役
- 怪奇大作戦 セカンドファイル（2007年4月、NHK BS-hi） - 野村洋 役
- 夏雲あがれ（2007年6月 - 7月、NHK） - 花山太郎左衛門 役
- 先生の秘密（2007年8月、NHK） - 清水承之介 役
- 最もLにバカにされた男〜松田刑事の事件ファイル〜（2008年2月、日本テレビ） - 松田桃太 役
- ヒットメーカー 阿久悠物語（2008年8月、日本テレビ）
- 音女 第92話「愛を叫ぶオトメ」（2008年9月、テレビ朝日）
- 土曜プレミアム これでいいのだ!!赤塚不二夫伝説（2008年11月、フジテレビ） - 藤子不二雄A 役
- 執事喫茶にお帰りなさいませ 第7話（2009年2月、毎日放送） - 桜咲駿 役
- だんだん 第25週（2009年3月、NHK） - 黒田誠 役
- 私の"だんだん"「ノートブック」（2009年3月、NHK）
- クロヒョウ 龍が如く新章 第4話・5話（2010年10月 - 11月、MBS） - 森田堅剛 役
- ここが噂のエル・パラシオ（2011年10月 - 12月、テレビ東京） - 瀬野考雄 役
- じいちゃんのわさび（2012年5月、NHK） - 大庭亮 役
- BS時代劇 薄桜記（2012年7月 - 9月、NHK BSプレミアム） - 池沢武兵衛 役
- 水曜ミステリー9 ガンリキ 警部補・鬼島弥一2（2012年11月、テレビ東京） - 島崎克也 役
- 宮部みゆきミステリー パーフェクト・ブルー 第9話（2012年12月、TBS） - 前田大和 役
- NHK正月時代劇 御鑓拝借〜酔いどれ小藤次留書〜（2013年1月、NHK） - 今村種三 役
- 水曜ミステリー9 旅行作家・茶屋次郎11（2013年6月、テレビ東京） - 田中敦 役
- 吉原裏同心 最終話（2014年9月、NHK） - 甚五郎 役
- インディゴの恋人（2016年1月27日、NHK BSプレミアム） - 中村達也 役
- 伝七捕物帳2 第5回（2017年9月1日、NHK BSプレミアム） - 澤口兵庫 役
- ぬけまいる〜女三人伊勢参り 第7話（2018年12月15日、NHK） - 真吾 役
- 小吉の女房（2019年、NHK BSプレミアム） - 男谷精一郎 役
- BS時代劇 剣樹抄〜光圀公と俺〜 第1話（2021年11月5日、NHK BSプレミアム） - 秋山官兵衛 役

### 映画
- メールで届いた物語（2005年）
- デスノートシリーズ - 松田桃太 役
  - デスノート（2006年）[7]
  - デスノート the Last name（2006年）
  - デスノート Light up the NEW world（2016年）[7]
- Girl's BOX ラバーズ☆ハイ（2008年） - 松田洋一郎 役
- そらそい（2008年） - 田部猛司 役
- めおん（2010年） - 西田元気 役
- ホームカミング（2011年） - 鴇田和弘 役
- 踊る大捜査線 THE FINAL 新たなる希望（2012年）
- 百年の時計（2012年）
- クロユリ団地（2013年） - 金本 役
- 日本のいちばん長い日（2015年） - 窪田兼三少佐 役
- スキャナー　記憶のカケラをよむ男（2016年） - 松田刑事 役
- 太陽の蓋（2016年） - 寺田学 役

### 舞台
- ミュージカル テニスの王子様（2003年 - 2005年） - 乾貞治 役
  - Remarkable 1st Match
  - Dream Live 1st
  - More than Limit 聖ルドルフ学院
  - IN WINTER 2004-2005 SIDE 不動峰 〜special match〜
- 美しきものの伝説（2003年12月、シアタートップス） - 久保栄 役
- 座頭市（2007年12月 - 2008年1月、新宿コマ劇場ほか）
- ブラッドプリズナー（2010年8月 - 9月、エコー劇場）
- 新春戦国鍋祭 〜あんまり近づきすぎると斬られちゃうよ〜（2011年1月、サンシャイン劇場/シアター・ドラマシティ）
- ヴォイツェク（2013年10月、赤坂ACTシアター/シアターBRAVA!）

### テレビ
- テレビでイタリア語（2008年4月 - 9月、NHK教育） - レギュラー
- 秘密のケンミンSHOW（2009年4月 - 、読売テレビ） - 島根県民代表
- 戦国鍋TV 〜なんとなく歴史が学べる映像〜（2010年、テレビ神奈川ほか） - 「戦国ヤンキー 川中島学園」（真田幸隆 役）ほか
- シャキーン!（2012年1月、NHK教育） - 妖怪刑事
- のんびりゆったり 路線バスの旅（2012年8月 - 2014年3月 、NHK）
- のんびりゆったり路線バスの旅 ふたり旅スペシャル（2015年、NHK）
- 釣りびと万歳▽黒潮の海で大物カンパチと勝負!〜青山草太　鹿児島・屋久島へ（2015年5月、NHK BSプレミアム）
- 学生俳句チャンピオン決定戦2015〜俳句王への道〜（2015年6月 - 、NHK/四国四県）
- きん☆すた シリーズ世界遺産への道「神宿る島　宗像・沖ノ島と関連遺産群」（2015年6月 - 、NHK）

### CM
- バンダイ「DXマックススパーク」（2005年）
- 東北電力（2007年 - 2008年）
- 日本郵船（2008年 - 2009年）
- イエローハット（2010年 - 2011年）
- 三井住友銀行（2011年 - ）
- JA共済（2013年 - ）
- DeNA モバゲー「三国志バトル 『プレイヤーin十万本の矢』篇」（2013年）
- 電源開発株式会社　J-POWER（2015年 - ）

## 作品

### 写真集
- 和楽（2007年5月、スタジオワープ）

### DVD
- 青山草太 Typhoon（2004年2月、マーベラスエンターテイメント）
- Vex 青山草太（2004年3月、ベガファクトリー）

### 参加楽曲
- ウルトラマンメビウス（2006年）※Project DMM with ウルトラ防衛隊の一員として